# EHF Champions League der Frauen 2025/26
An der EHF Champions League 2025/26 nehmen insgesamt 16 Handball-Vereinsmannschaften teil. Es ist die 66. Austragung der EHF Champions League bzw. des Europapokals der Landesmeister.

## Teilnehmende Mannschaften
Von den aufgrund ihrer Platzierungen in den jeweiligen nationalen Ligen meldeberechtigte Mannschaften registrierten sich 19 Mannschaften um die 16 Startplätze. Aufgrund der Nationenwertung, die die letzten drei Spielzeiten des Europapokals berücksichtigt, wurde folgenden neun Mannschaften ein Startrecht zugesprochen:
| - Team Esbjerg - Odense Håndbold - Metz Handball | - HB Ludwigsburg - Győri ETO KC - ŽRK Budućnost Podgorica | - Storhamar Håndball - CSM Bukarest - Rokometni Klub Krim |

Um die restlichen sieben Startplätze bewarben sich folgende Teams:
| - ŽRK Podravka Koprivnica - Ikast Håndbold - Brest Bretagne Handball - Borussia Dortmund - FTC-Rail Cargo Hungaria | - Debreceni Vasutas SC - Sola HK - Tertnes IL - CS Gloria Bistrița-Năsăud - CS Minaur Baia Mare |

Von diesen zehn Bewerbern erteilte die Europäische Handballföderation den Vereinen Sola HK, Tertnes IL und CS Minaur Baia Mare eine Absage.
Der deutschen Bundesligisten HB Ludwigsburg verlor im August 2025 aufgrund seiner angespannten wirtschaftlichen Situation seinen Startplatz, wofür der norwegische Verein Sola HK nachrückte.

## Modus
Gruppenphase: Es gibt zwei Gruppen mit je acht Mannschaften. In einer Gruppe spielt jeder gegen jeden ein Hin- und Rückspiel; die jeweils sechs Gruppenbesten erreichen die Play-offs.
Play-offs: In der ersten Runde der Play-offs wird im K.-o.-System mit Hin- und Rückspiel gespielt. Es treten die Drittplatzierten gegen die Sechstplatzierten und die Viertplatzierten gegen die Fünftplatzierten aus der Parallelgruppe an.
Viertelfinale: Das Viertelfinale wird im K.-o.-System mit Hin- und Rückspiel gespielt. Die Gewinner der ersten Runde der Play-offs treten jeweils gegen die Erst- und Zweitplatzierten aus der Gruppenphase an.
Final Four: Die Gewinner der Viertelfinalspiele nehmen am Final-Four-Turnier teil. Das Halbfinale wird im K.-o.-System gespielt. Die Gewinner jeder Partie ziehen in das Finale ein. Die Verlierer jeder Partie ziehen in das Spiel um den dritten Platz ein. Es wird pro Halbfinale nur ein Spiel ausgetragen. Auch das Finale und das Spiel um Platz drei wird im einfachen Modus ausgespielt.

## Gruppenphase
Die Auslosung der Gruppenphase fand am 27. Juni 2025 in Wien statt.
| Gruppe A Storhamar Håndball Metz Handball Győri ETO KC Borussia Dortmund Team Esbjerg CS Gloria Bistrița-Năsăud ŽRK Budućnost Podgorica Debreceni Vasutas SC | Gruppe B HB Ludwigsburg Odense Håndbold CSM Bukarest Brest Bretagne Handball FTC-Rail Cargo Hungaria ŽRK Podravka Koprivnica Rokometni Klub Krim Ikast Håndbold |

### Entscheidungen
|  | Qualifikationsplatz für das Viertelfinale             |
|  | Qualifikationsplatz für die erste Runde der Play-offs |
|  | Platz des ausscheidenden Vereins                      |

### Gruppe A
| Pl. | Land                      | Sp. | S | U | N | Tore  | Diff. | Punkte |
| --- | ------------------------- | --- | - | - | - | ----- | ----- | ------ |
| 1.  | Storhamar Håndball        | 0   | 0 | 0 | 0 | 00:00 | ±0    | 00:00  |
| 2.  | Metz Handball             | 0   | 0 | 0 | 0 | 00:00 | ±0    | 00:00  |
| 3.  | Győri ETO KC              | 0   | 0 | 0 | 0 | 00:00 | ±0    | 00:00  |
| 4.  | Borussia Dortmund         | 0   | 0 | 0 | 0 | 00:00 | ±0    | 00:00  |
| 5.  | Team Esbjerg              | 0   | 0 | 0 | 0 | 00:00 | ±0    | 00:00  |
| 6.  | CS Gloria Bistrița-Năsăud | 0   | 0 | 0 | 0 | 00:00 | ±0    | 00:00  |
| 7.  | ŽRK Budućnost Podgorica   | 0   | 0 | 0 | 0 | 00:00 | ±0    | 00:00  |
| 8.  | Debreceni Vasutas SC      | 0   | 0 | 0 | 0 | 00:00 | ±0    | 00:00  |

### Gruppe B
| Pl. | Land                    | Sp. | S | U | N | Tore  | Diff. | Punkte |
| --- | ----------------------- | --- | - | - | - | ----- | ----- | ------ |
| 1.  | Sola HK                 | 0   | 0 | 0 | 0 | 00:00 | ±0    | 00:00  |
| 2.  | Odense Håndbold         | 0   | 0 | 0 | 0 | 00:00 | ±0    | 00:00  |
| 3.  | CSM Bukarest            | 0   | 0 | 0 | 0 | 00:00 | ±0    | 00:00  |
| 4.  | Brest Bretagne Handball | 0   | 0 | 0 | 0 | 00:00 | ±0    | 00:00  |
| 5.  | FTC-Rail Cargo Hungaria | 0   | 0 | 0 | 0 | 00:00 | ±0    | 00:00  |
| 6.  | ŽRK Podravka Koprivnica | 0   | 0 | 0 | 0 | 00:00 | ±0    | 00:00  |
| 7.  | Rokometni Klub Krim     | 0   | 0 | 0 | 0 | 00:00 | ±0    | 00:00  |
| 8.  | Ikast Håndbold          | 0   | 0 | 0 | 0 | 00:00 | ±0    | 00:00  |